# ماندیاواتو
ماندیاواتو (به لاتین: Mandiavato) یک منطقهٔ مسکونی در ماداگاسکار است که در میاریناریوو (بخش) واقع شده‌است.
 ماندیاواتو  ۲۰٬۰۰۰ نفر جمعیت دارد و ۱٬۵۰۲ متر بالاتر از سطح دریا واقع شده‌است.